# Luis Ignacio Brusco
Luis Ignacio Brusco (Buenos Aires, Argentina, 10 de octubre de 1964) es un neurólogo, psiquiatra, investigador y educador argentino especializado en neurociencia, con doctorados en medicina y filosofía.Actualmente se desempeña como Decano de la Facultad de Ciencias Médicas de la Universidad de Buenos Aires, en donde también es profesor titular del Departamento de Psiquiatría y Salud Mental en la Facultad de Medicina de la Universidad de Buenos Aires.Es investigador del Consejo Nacional de Investigaciones Científicas y Técnicas (Argentina) (CONICET), columnista del Diario BAE y director de Alzheimer Argentina.

## Trayectoria
Brusco comenzó sus estudios universitarios en la Facultad de Medicina de la Universidad de Buenos Aires, recibiéndose con título de médico en el año 1987. En la misma casa de estudios realizó su especialización médica en neurología, obteniendo así el título de neurólogo en el año 1992. También cursó estudios de especialización en psiquiatría en el Ministerio de Salud Pública de la Nación, en donde se recibió como psiquiatra en 1994. En el año 2004, obtuvo su doctorado en Medicina, también por la Universidad de Buenos Aires, con tesis en "Cronobiología del Envejecimiento cerebral normal y patológico: Estudio Clínico-Experimental".
A partir del 2014, es además doctor en Filosofía por la Universidad de Morón.
Brusco ejerce su profesión y es un referente en el ámbito de la neurociencia argentina.
Sus principales investigaciones giran en torno a la enfermedad de Alzheimer, en el estudio de los ritmos biológicos en esta enfermedad. Uno de sus aportes es la introducción del concepto de "resiliencia cognitiva" (cognitive resilience) al mundo de la neuropsiquiatría.
Creó la Carrera de Médico Especialista en Neurología Cognitiva y Neuropsiquiatría de la Universidad de Buenos Aires, la cual dirige.
Trabajó en hospitales públicos, entre ellos el Hospital de Clínicas "José de San Martín" y el Hospital César Milstein. Incursionó también en la rehabilitación psicosocial, como representante en la Argentina de la World Association for Psychosocial Rehabilitation (WAPR).
Es miembro del comité ejecutivo de la International Neuropsychiatric Association (INA).
En 1998, Brusco funda la Asociación Neuropsiquiátrica Argentina (ANA). Anualmente realiza congresos internacionales. La asociación está directamente vinculada con la International Neuropsychiatric Association (INA).
En 1997 Brusco crea Alzheimer Argentina, una "asociación de profesionales de la salud que tiene por objetivo el mejor estudio de esta enfermedad y otros trastornos cognitivos",para tratar la enfermedad en la Argentina, en asociación con la Universidad de Buenos Aires. Esta asociación se desarrolla principalmente en la Ciudad de Buenos Aires. En 2011 Alzheimer Argentina abrió una nueva filial en la Provincia de Corrientes.
Es coordinador de PRONADIAL (Programa Nacional de Datos, Docencia e Investigación en Alzheimer y otras enfermedades), un programa del Departamento de Salud Pública de la Universidad de Buenos Aires, que tiene como meta "establecer espacios de Investigación y capacitación, en el ámbito de la Universidad Pública Nacional a fin de desarrollar y promover nuestro conocimiento sobre la Enfermedad de Alzheimer y Otros Trastornos Cognitivos".

## Libros
- La enfermedad de Alzheimer, diagnóstico y tratamiento, en colaboración con Daisy Acosta (2010).[31]
- Trastornos del sueño y de los ritmos biológicos en la Enfermedad de Alzheimer (2012).[32]
- Conciencia intersubjetiva del tiempo y la cuestión de la temporalidad (2016).
- Manual de Psiquiatría (2017).[33]
- Salud mental y cerebro (2018).
- Manual de Neurociencia Cognitiva (2019).[34]
- Manual De Actualización De La Enfermedad De Alzheimer (2021).
- Manual De Neuropsicología (2021).
- Impacto Mental Y Cultural del Covid-19 (2022).
- El Cerebro Político (2022).
- Lenguaje y Cultura (2023).
- Introducción al neuroderecho (2024).
- Toma de decisiones y ciencias del comportamiento (2024).

## Artículos científicos
Luis Ignacio Brusco ha participado de numerosos artículos científicos de prestigio publicados en PubMed, CONICET y la revista científicaNature.
Brusco, L. I., García-Bonacho, M., Esquifino, A. I., & Cardinali, D. P. (1998). Diurnal rhythms in norepinephrine and acetylcholine synthesis of sympathetic ganglia, heart and adrenals of aging rats: effect of melatonin. Journal of the autonomic nervous system, 74(1), 49–61. https://doi.org/10.1016/s0165-1838(98)00134-9
Brusco, L. I., Márquez, M., & Cardinali, D. P. (1998). Monozygotic twins with Alzheimer's disease treated with melatonin: Case report. Journal of pineal research, 25(4), 260–263. https://doi.org/10.1111/j.1600-079x.1998.tb00396.x
Brusco, L. I., Fainstein, I., Márquez, M., & Cardinali, D. P. (1999). Effect of melatonin in selected populations of sleep-disturbed patients. Biological signals and receptors, 8(1-2), 126–131. https://doi.org/10.1159/000014580
Siegrist, C., Benedetti, C., Orlando, A., Beltrán, J. M., Tuchscherr, L., Noseda, C. M., Brusco, L. I., & Cardinali, D. P. (2001). Lack of changes in serum prolactin, FSH, TSH, and estradiol after melatonin treatment in doses that improve sleep and reduce benzodiazepine consumption in sleep-disturbed, middle-aged, and elderly patients. Journal of pineal research, 30(1), 34–42. https://doi.org/10.1034/j.1600-079x.2001.300105.x
Intebi, A. D., Garau, L., Brusco, I., Pagano, M., Gaillard, R. C., & Spinedi, E. (2002). Alzheimer's disease patients display gender dimorphism in circulating anorectic adipokines. Neuroimmunomodulation, 10(6), 351–358. https://doi.org/10.1159/000071476
Furio, A. M., Cutrera, R. A., Castillo Thea, V., Pérez Lloret, S., Riccio, P., Caccuri, R. L., Brusco, L. L., & Cardinali, D. P. (2002). Effect of melatonin on changes in locomotor activity rhythm of Syrian hamsters injected with beta amyloid peptide 25-35 in the suprachiasmatic nuclei. Cellular and molecular neurobiology, 22(5-6), 699–709. https://doi.org/10.1023/a:1021805023906
Furio, A. M., Brusco, L. I., & Cardinali, D. P. (2007). Possible therapeutic value of melatonin in mild cognitive impairment: a retrospective study. Journal of pineal research, 43(4), 404–409. https://doi.org/10.1111/j.1600-079X.2007.00491.x
Cardinali, D. P., Furio, A. M., & Brusco, L. I. (2010). Clinical aspects of melatonin intervention in Alzheimer's disease progression. Current neuropharmacology, 8(3), 218–227. https://doi.org/10.2174/157015910792246209
Cardinali, D. P., Vigo, D. E., Olivar, N., Vidal, M. F., Furio, A. M., & Brusco, L. I. (2012). Therapeutic application of melatonin in mild cognitive impairment. American journal of neurodegenerative disease, 1(3), 280–291.
Cardinali, D. P., Vigo, D. E., Olivar, N., Vidal, M. F., & Brusco, L. I. (2014). Melatonin Therapy in Patients with Alzheimer's Disease. Antioxidants (Basel, Switzerland), 3(2), 245–277. https://doi.org/10.3390/antiox3020245
Muchnik, C., Olivar, N., Dalmasso, M. C., Azurmendi, P. J., Liberczuk, C., Morelli, L., & Brusco, L. I. (2015). Identification of PSEN2 mutation p.N141I in Argentine pedigrees with early-onset familial Alzheimer's disease. Neurobiology of aging, 36(10), 2674–7.e1. https://doi.org/10.1016/j.neurobiolaging.2015.06.011
Cardinali, D. P., Golombek, D. A., Rosenstein, R. E., Brusco, L. I., & Vigo, D. E. (2016). Assessing the efficacy of melatonin to curtail benzodiazepine/Z drug abuse. Pharmacological research, 109, 12–23. https://doi.org/10.1016/j.phrs.2015.08.016
Martino Adami, P. V., Galeano, P., Wallinger, M. L., Quijano, C., Rabossi, A., Pagano, E. S., Olivar, N., Reyes Toso, C., Cardinali, D., Brusco, L. I., Do Carmo, S., Radi, R., Gevorkian, G., Castaño, E. M., Cuello, A. C., & Morelli, L. (2017). Worsening of memory deficit induced by energy-dense diet in a rat model of early-Alzheimer's disease is associated to neurotoxic Aβ species and independent of neuroinflammation. Biochimica et biophysica acta. Molecular basis of disease, 1863(3), 731–743. https://doi.org/10.1016/j.bbadis.2016.12.014
Dalmasso, M.C., Brusco, L.I., Olivar, N. et al. Transethnic meta-analysis of rare coding variants in PLCG2, ABI3, and TREM2 supports their general contribution to Alzheimer’s disease. Transl Psychiatry 9, 55 (2019). https://doi.org/10.1038/s41398-019-0394-9
Tassone, L. M., Urreta Benítez, F. A., Rochon, D., Martínez, P. B., Bonilla, M., Leon, C. S., Muchnik, C., Solis, P., Medel, N., Kochen, S., Brusco, L. I., Moyano, M. D., & Forcato, C. (2020). Memory reconsolidation as a tool to endure encoding deficits in elderly. PloS one, 15(8), e0237361. https://doi.org/10.1371/journal.pone.0237361
Brusco, L. I., Cruz, P., Cangas, A., González Rojas, C., Vigo, D. E., & et al. (2021). Efficacy of melatonin in non-intensive care unit patients with COVID-19 pneumonia and sleep dysregulation. Melatonin Research, 4(1), 173-188. http://dx.doi.org/10.32794/mr11250089

## Reconocimientos
- Huésped distinguido de la Ciudad de Sucre, Bolivia (2006)[35]
- Premio Nerio Rojas de psiquiatría legal (2001)
- Premio Amaifa (2001)